# プッタネスカ
プッタネスカ (伊: Puttanesca)  は、イタリア料理のパスタ料理の1つ。

## 概要
トマトソースをベースとするパスタ料理で、肉や魚介類は使用されず、アンチョビ、ケッパー、ブラックオリーブなどイタリア家庭では常備されている食材を活用したパスタ料理である。粉チーズに替えて、パン粉を振りかけるのもプッタネスカの特徴となっている。発祥の地とされるのはナポリである。
上述のように常備されているような食材のみで作れる、すなわち冷蔵庫にこれといった食材が無い場合にもすぐに作れるため、イタリアでは定番のパスタとして親しまれている。
塩気と酸味の効いたソースであるため、スパゲッティも少し太めのものや、ペンネのような歯ごたえのあるショートパスタが向くとされる。
なお、正式には、スパゲッティを用いたものはスパゲッティ・アッラ・プッタネスカ (Spaghetti alla Puttanesca) 、リングイネを用いたものはリングイネ・アッラ・プッタネスカ (Linguine alla Puttanesca) となる。ソースだけを指す場合は、スーゴ・アッラ・プッタネスカ (Sugo alla puttanesca) と呼ぶ。

## 名称
「プッターナ（puttana）」という「娼婦」を表すスラングから派生した名称であり、「プッタネスカ」を日本では「娼婦風のパスタ」とも紹介する。
この名称の由来には諸説あり、以下のようなものがある。
- 忙しい娼婦が休憩の合間に身近な食材でパパッと作ったから[4]
- 買い物する暇もない娼婦が家にある保存食で作ったから[6]
- 娼婦のように刺激的な味わいだから[4]
- 娼婦が客引きに使うほどおいしいことから[4][6]

ナポリ湾のイスキア島では古くから食べられている料理であり、「パスタ・アッラ・マリナーラ・コン・オリーヴェ・エ・カッペリ」と呼ばれていた。
1950年より前には、プッタネスカという名称では知られていなかったという。
「パスタ・アッラ・マリナーラ・コン・オリーヴェ・エ・カッペリ」が「プッタネスカ」に変じた理由は定かではないが、以下のような通説がある。
- 1950年代のある日、画家のエドゥアルド・コルッチ（Eduardo Colucci）が故郷のイスキア島でパーティーを開き、パスタ・アッラ・マリナーラ・コン・オリーヴェ・エ・カッペリを作って出した際に何故か「さぁプッタネスカを食べよう」と言ったところ、この響きが客にはウケて、やがてイタリア中に広まっていった[8]。
- 画家のエドゥアルド・コルッチの甥はクラブを経営していたが、ある夜遅くに来た客が食事を要求したところ、トマトソースとオリーブとケイパー、アンチョビしかないかったため、甥は客に向かって「puttanata（プッタナータ）みたいな料理しかできないけど」と言った。この場合の「プッタナータ」は「ろくでもないもの」の意味。この料理が美味だったので通常のメニューとして加えようとしたが、スラングそのままでは具合が悪いため、響きがかわいい「プッタネスカ」に、とした[8]。

「プッターナ」はイタリアではわりと侮蔑的な表現であり、2006年のジダン頭突き事件はイタリア代表のマルコ・マテラッツィがフランス代表のジネディーヌ・ジダンの姉のことを「プッターナ」と言ったためだとも推測されている。なお、イタリア語版Wikipediaでは「puttana」は（イタリア語版の）「売春」へのリダイレクトとなっている。
フードライターの土田美登世は、「オカマ風」の意であるケッカソースと同様に、プッタネスカの命名はその場のノリで名づけられ、深い意味はないのではないかと推測している。

## 類似するパスタ料理
- アラビアータ - 見た目と、シンプルな食材を使用する点は似ているが、アラビアータは唐辛子の辛さが特徴であり、プッタネスカは辛さに加えて、酸味と塩味が特徴である[4]。
- マリナーラ - プッタネスカにツナを加える[4]。